# Polly (Lied)
Polly ist ein Lied der US-amerikanischen Rockband Nirvana und erschien 1991 auf ihrem Album Nevermind. Ende 1992 war mit (New Wave) Polly eine schnellere Version des Songs auf der Kompilation Incesticide zu hören.
Bereits 1988 schrieb Kurt Cobain Polly für das im Sommer 1989 erscheinende Album Bleach. Eine Live-Version befindet sich auf dem im Herbst 1996 veröffentlichten Album From the Muddy Banks of the Wishkah.
Das Lied handelt von einem 14-jährigen Mädchen aus Tacoma, das nach einem Punk-Konzert im Jahr 1987 festgehalten, vergewaltigt und mit einer Lötlampe gefoltert wurde, jedoch Tage später entkam. Das Lied ist aus der Sicht des Täters geschrieben.